# Leipziger Kreis (Museumsdirektoren)
Der Leipziger Kreis ist ein Zusammenschluss von Direktorinnen und Direktoren bedeutender Kunstmuseen in Deutschland. Benannt wurde diese Gruppe nach ihrem ersten Tagungsort Leipzig.

## Hintergrund
Bei einem Treffen im Januar 2005 im Leipziger Museum der bildenden Künste schlossen sich die Direktorinnen und Direktoren von 15 großen Kunstmuseen in Deutschland zum Leipziger Kreis zusammen. Obwohl die Museen bis dahin bereits auf nationaler Ebene im Deutschen Museumsbund und zudem auf internationaler Ebene vernetzt waren, sollte ein auf 20 Personen beschränkter informeller Gesprächskreis etabliert werden, zu dem die Mitglieder „ad personam“ und nicht „ad institutionam“ eingeladen werden. In der Regel finden die Treffen zweimal jährlich zu verschiedenen Schwerpunktthemen an wechselnden Orten statt und werden inhaltlich von einem Arbeitsausschuss (Steering Committee) vorbereitet.

## Mitglieder
Zum Leipziger Kreis gehörten im Gründungsjahr die Museumsdirektorinnen und Museumsdirektoren 
- Reinhold Baumstark, Bayerische Staatsgemäldesammlungen in München
- Herbert Beck, Städelsches Kunstinstitut in Frankfurt am Main,
- Kornelia von Berswordt-Wallrabe, Staatliches Museum Schwerin,
- Michael Eissenhauer, Museen in Kassel,
- Hubertus Gaßner, Museum Folkwang in Essen,
- Ulrich Großmann, Germanisches Nationalmuseum in Nürnberg,
- Kasper König, Museum Ludwig in Köln,
- Wulf Herzogenrath, Kunsthalle Bremen,
- Christian von Holst, Staatsgalerie Stuttgart
- Ulrich Krempel, Sprengel Museum Hannover,
- Ingrid Mössinger, Kunstsammlungen Chemnitz,
- Martin Roth, Staatliche Kunstsammlungen Dresden,
- Uwe M. Schneede, Hamburger Kunsthalle,
- Hans-Werner Schmidt, Museum der bildenden Künste Leipzig,
- Klaus Schrenk , Staatliche Kunsthalle Karlsruhe und
- Peter-Klaus Schuster, Staatliche Museen zu Berlin,
- Armin Zweite, Kunstsammlung Nordrhein-Westfalen in Düsseldorf

Weitere ehemalige Mitglieder
- Marion Ackermann, K 20 / K 21 Kunstsammlung Nordrhein-Westfalen (anschl. Staatliche Kunstsammlungen Dresden)
- Tobia Bezzola, Museum Folkwang, Essen
- Dirk Blübaum, Staatliches Museum Schwerin
- Andreas Blühm, Wallraf-Richartz-Museum & Fondation Corboud, Köln
- Hartwig Fischer, Museum Folkwang, Essen (anschl. Staatliche Kunstsammlungen Dresden)
- Christina Haak, Staatliche Museen zu Berlin
- Max Hollein, Schirn Kunsthalle Frankfurt, Liebieghaus Skulpturensammlung
- Wolfgang Holler, Museen Klassik Stiftung Weimar
- Philipp Kaiser, Museum Ludwig, Köln
- Ulrike Lorenz, Kunsthalle Mannheim
- Pia Müller-Tamm, Staatliche Kunsthalle Karlsruhe
- Sean Rainbird, Staatsgalerie Stuttgart

Mitglieder im März 2025
- Hermann Arnhold, LWL-Museum für Kunst und Kultur, Münster
- Frédéric Bußmann, Staatliche Kunsthalle Karlsruhe
- Marcus Dekiert, Wallraf-Richartz-Museum & Fondation Corboud
- Philipp Demandt, Städel Museum und Liebieghaus Skulpturensammlung
- Yilmaz Dziewior, Museum Ludwig
- Susanne Gaensheimer, Stiftung Kunstsammlung Nordrhein-Westfalen
- Peter Gorschlüter, Museum Folkwang
- Christoph Grunenberg, Kunsthalle Bremen
- Daniel Hess, Germanisches Nationalmuseum
- Anette Hüsch, Alte Nationalgalerie – Staatliche Museen zu Berlin
- Alexander Klar, Hamburger Kunsthalle
- Christiane Lange, Staatsgalerie Stuttgart
- Bernhard Maaz, Bayerische Staatsgemäldesammlungen
- Tobias Pfeifer-Helke, Friedenstein Stiftung Gotha
- Reinhard Spieler, Sprengel Museum Hannover
- Florence Thurmes, Kunstsammlungen Chemnitz
- Stefan Weppelmann, Museum der bildenden Künste Leipzig

Sprecher und Sprecherin des Leipziger Kreises waren Bernhard Freiherr Loeffelholz von Colberg (bis 2009), Reinhold Michael Baumstark (2009 bis 2013), Wulf Herzogenrath (2013 bis 2018), Hans-Werner Schmidt (2018 bis 2023) und Pia Müller-Tamm (seit 2023).

## Aktivitäten
Bundesweite Beachtung erhielt der Leipziger Kreis erstmals 2006, als der Zusammenschluss der Museumsdirektoren in einem Grundlagenpapier Stellung zum Verhältnis der Museen zu Stiftungen, Stiftern und Privatsammlern, Mäzenen und Sponsoren bezog. Die verabschiedeten Ethischen Grundsätze und Leitlinien des Handelns von Kunstmuseen dienen seitdem als Basis für eine partnerschaftliche Zusammenarbeit mit privaten Geldgebern.
Am 7. Oktober 2007 veranstalteten die beteiligten Museumsdirektoren in ihren Museen den Tag der Schenkung. Ziel war es, das bürgerschaftliche Engagement zu würdigen und Anreize für zukünftige Stifter zu setzen. Daran anknüpfend initiierten die Museumsdirektoren am 19. Oktober 2008 den Tag der Restaurierung, um einer breiteren Öffentlichkeit die Arbeit von Restauratoren vorzustellen, und am 4. Juli 2010 einen Tag der Forschung. 
2021 forderte das Gremium in einem nicht-öffentlichen Brief an die Kulturstaatsministerin Monika Grütters die Öffnung der wegen der Corona-Pandemie geschlossenen Museen.